# Klondike (Spiel)
Klondike ist ein Gesellschaftsspiel des Schweizer Spieleautorenpaars Stefanie Rohner und Christian Wolf, welches 1993 und 2000 bei HABA erschienen ist. Die erste Ausgabe 1993 hat Doris Matthäus illustriert, die veränderte zweite Ausgabe 2000 wurde von Renate Selig illustriert. Das Spiel wurde 2001 mit dem Kinderspiel des Jahres ausgezeichnet.
Das Spiel ist inspiriert durch den Prozess des Goldwaschens in einer Goldpfanne; der Name leitet sich vom Klondike-Goldrausch ab.

## Regeln und Ziele
Ziel eines jeden Spielers ist es, möglichst viel „Gold“ anzusammeln.

### Verlauf
Dies kann entweder durch Waschen oder durch Wetten erreicht werden.
Die Kugeln in Farben gelb („Goldnuggets“) und schwarz und grau („Steine“) werden in einen Stoffbeutel gefüllt und jeder Spieler nimmt drei Wettkarten einer Farbe auf. Nun zieht der erste Spieler blind drei Kugeln aus dem Beutel. Diese werden nun in eine Schale abgelegt. Ist unter diesen keine gelbe Kugel, ist der nächste Spieler am Zug. Ist es eine Kombination aus grauen, schwarzen und gelben Kugeln, müssen diese durch „Goldwaschen“ getrennt werden.
Bevor der Spieler „wäscht“, müssen alle anderen Spieler mit Zuhilfenahme ihrer Wettkarten einschätzen, wie erfolgreich er sein wird. Anschließend versucht der Spieler die gelben Kugeln zu isolieren. Hierzu legt er die drei Kugeln in die Schale und versucht durch Drehen, Schwenken oder sonstige Bewegungen die grauen und schwarzen Kugeln aus dem Teller zu entfernen. Dies geht solange, bis entweder keine oder nur gelbe Kugeln übrig sind, welche der Spieler selbst sofort erhält. Dann legen die Mitspieler ihre Tipps offen und werden bei zutreffender Schätzung mit ihren Wetteinsätzen belohnt.

### Spielende
Hat ein Spieler kein Gold mehr oder befinden sich weniger als drei Kugeln im Beutel, ist das Spiel beendet. Es gewinnt der Spieler mit den meisten Goldkugeln.
Bei Klondike handelt es sich um ein Geschicklichkeitsspiel, da das „Herauswaschen“ der Goldnuggets aus der Schale Fingerspitzengefühl erfordert.

## Auszeichnung
Klondike wurde zusammen mit Im Märchenwald und Rüsselbande zum Kinderspiel des Jahres nominiert und konnte sich hierbei durchsetzen.